# Меркулова, Мария Сергеевна
Мария Сергеевна Меркулова (1906—1973) — советский радиохимик, лауреат премии имени В. Г. Хлопина (1962).

## Биография
Окончила химфак МГУ (1930).
В 1930—1951 гг. в Радиевом институте АН СССР: аспирант, младший научный сотрудник, с 1934 г. старший научный сотрудник. Кандидат химических наук (1933). Ушла из РИАН после смерти В. Г. Хлопина.
С 1951 г. доцент МГУ, читала курс по осаждению радионуклидов.
Умерла в 1973 г. после продолжительной болезни. Похоронена на Новодевичьем кладбище, 10 участок.

## Сочинения
- Сокристаллизация [Текст] / И. В. Мелихов, М. С. Меркулова. — Москва : Химия, 1975. — 279 с. : ил.; 21 см.

## Награды
- Премия имени В. Г. Хлопина (1962) — за комплекс работ в области соосаждения радиоэлементов с различными осадками.
- Медаль «За трудовую доблесть».

## Семья
Муж (с 1932 г.) — Вернов Сергей Николаевич, (1910—1982), физик, академик АН СССР (1968).
Сын Вернов Юрий Сергеевич, (14.10.1937 — 26.05.2015), родился в Москве. Окончил физический факультет МГУ (1962), доктор физико-математических наук (1973), ведущий научный сотрудник Института ядерных исследований РАН. По совместительству доцент (с 1976), профессор (с 1995) кафедры квантовой теории и физики высоких энергий физического факультета МГУ.
Дочь Вернова Елена Сергеевна, 1944 г.р., выпускница физического факультета МГУ (1975), кандидат физико-математических наук (1987), с 1976 г. — старший научный сотрудник Санкт-Петербургского филиала Института земного магнетизма, ионосферы и распространения радиоволн им. Н. В. Пушкова АН СССР.
Внук: Вернов Сергей Юрьевич, род. 15.02. 1975 г., окончил физический факультет МГУ (1994). Физик-теоретик, кандидат физ.-мат. наук (2000), старший научный сотрудник НИИ ядерной физики имени Д. В. Скобельцына МГУ.